# Route européenne 512
Pour les articles homonymes, voir E512 et Route 512.
La route européenne 512 est une route reliant Remiremont à Mulhouse.
Cette route est entièrement confondue avec la RN 66.